# Betanehol
Betanehol je parasimpatomimetički holinski karbamat koji selektivno stimuliše muskarinske receptore. On nema uticaja na nikotinske receptore. Za razliku od acetilholina, betanehol ne hidrolizuje holinesteraza, i iz tog razloga on ima dugo vreme dejstva. Betanehol ne deluje na muskarinski M3 receptor in-vitro.
Betanehol je u prodaji pod imenima Duvoid, Miotonahol, Ureholin i Urokarb.

## Upotreba
Betanehol se u nekim slučajevima koristi kao oralni ili supkutani lek za urinarnu retenciju koja je posledica generalne anestezije ili dijabetske neuropatije bešike, ili za tretman gastrointestinalne atonije. Muskarinski receptori bešike i gastrointestinalnog trakta stimulišu kontrakciju bešike, ekspulziju urina, i povišenu gastrointestinalnu motilnost.
Mogućnost primene betanehola u lečenju cerebralne paralize je ispitivana. Betanehol je jak holinergički agens koji efikasno prolazi kroz krvno-moždanu barijeru i može da ima snažan uticaj na pojačavanje nervne signalizacije i brzine prenosa signala.
Atropin se daje predoperativno za sprečavanje pražnjenja creva/bešike tokom operacije. Betanehol se daje postoperativno da se poništi to dejstvo.

## Spoljašnje veze
|  | Molimo Vas, obratite pažnju na važno upozorenje u vezi sa temama iz oblasti medicine (zdravlja). |